# Ангоб
Анго́б  (фр. engobe) — фарба на основі рідкої глини (тонкого помолу) природного кольору або забарвленого пігментом. Наносять на поверхню керамічного сирого (невипалевого) виробу, щоб надати колір, декорувати розписом та зміцнити структуру матеріалу.